# Guardamar de la Safor
Guardamar de la Safor es un municipio de la Comunidad Valenciana, España. Perteneciente a la provincia de Valencia, en la comarca de la Safor. Cuenta con una población de 607 habitantes (INE 2024).

## Geografía

Localización en la comarca de la Safor

Situado en la comarca de la Safor, a orillas del mar Mediterráneo, se encuentra a 75 km de la capital Valencia. La superficie es completamente llana y el único accidente de relieve es la costa baja y arenosa, formando una playa de 500 m. 

### Cómo llegar
Desde Valencia se accede a través de la N-332, tomando luego la CV-670. Así mismo, existen dos autobuses diarios que conectan Guardamar con Oliva, y en sentido contrario, otros dos que conectan Guardamar con Gandia.

### Localidades limítrofes
El término municipal de Guardamar de la Safor limita con las siguientes localidades:
Daimuz, Gandía, Bellreguart y Miramar todas ellas de la provincia de Valencia.

## Historia
También conocida como la Alquerieta. Antigua alquería andalusí, tras la conquista conservó su población hasta la expulsión de los moriscos en 1609, fecha en que contaba con casi un millar de habitantes. Prácticamente despoblada en las décadas siguientes, pasó a ser posesión de los Borja y, después, fue adquirida por el conde de Trénor. Su último señor fue, hasta la abolición de los señoríos, el marqués de Mirasol.

## Demografía
Guardamar de la Safor cuenta con una población de 607 habitantes (INE 2024).
| Gráfica de evolución demográfica de Guardamar de la Safor entre 1842 y 2021                                         |
| |
| Población de derecho según los censos de población del INE Población de hecho según los censos de población del INE |

Desde principios del siglo XVIII (117 habitantes en 1715) la población se mantuvo prácticamente estable, con un ligero ascenso a principios de este siglo que va a situarla en 173 habitantes en 1930.
En los primeros años del siglo XXI se produjo un acusado incremento de la población.

## Economía
Basada tradicionalmente en la agricultura. El agua para el riego procede del río Serpis y de pozos, siendo los cultivos predominantes naranjos, tomates y hortalizas.

## Administración y política
| Periodo   | Nombre                           | Partido                     |
| --------- | -------------------------------- | --------------------------- |
| 1979-1983 | Antonio Felipe González Jiménez  | PP                          |
| 1983-1987 | Fernando María De Suárez Cerbian | UCD                         |
| 1987-1991 | Fernando María de Suárez Cerbian | Vamos Guardamar             |
| 1991-1995 | Olga Martínez Recosta            | PSOE                        |
| 1995-1999 | Gonzalo Salazar Molla            | Vamos Guardamar             |
| 1999-2003 | Olga Martínez Recosta            | PSOE                        |
| 2003-2007 | Josep Martínez Moncho            | BLOC                        |
| 2007-2011 | Josep Martínez Moncho            | BLOC                        |
| 2011-2015 | Josep Martínez Moncho            | BLOC-Compromís              |
| 2015-2019 | Rosana Seguí Sanmateu            | Gent de Guardamar-Compromís |
| 2019-2023 | Ana Isabel Ferrer Fuster         | Gent de Guardamar-Compromís |

## Patrimonio
- Iglesia parroquial. El edificio de la iglesia, que es aneja de la parroquia de Miramar, se construyó en el siglo XVII y se reformó en el XIX. Está dedicada a San Juan Bautista, patrón del lugar.